# Jerry Iger
Compléments
Le Spirit (publication)
Sheena, Queen of the Jungle
Samuel Maxwell « Jerry » Iger (né le 22 août 1903 mort le 5 septembre 1990) est un dessinateur et éditeur de comics américain. Avec Will Eisner, il forme le célèbre duo Eisner et Iger.

## Biographie
Il commence en 1925 dans le New York Journal-American chez Hearst Corporation.
C'est un auteur de l'Âge d'or des comics.
Dans son "Eisner and Iger Studio" passera plusieurs auteurs de comics comme Jack Kirby, Bob Kane, Wallace Wood...
Dans les années 1940, alors que Will Eisner est déjà à l'armée, il décide, voyant que de nombreux dessinateurs risquaient d'être appelés sous les drapeaux, d'engager des femmes artistes comme Lily Renée, Ruth Atkinson, Fran Hopper, Ann Brewster, Marcia Snyder et Nina Albright.
En 2009, il est inscrit à titre posthume au temple de la renommée Will Eisner.

## Œuvres
- Le Spirit
- Sheena, Queen of the Jungle
- Sheena 3-D Special
- Fox Feature Syndicate
- Quality Comics, Feature Comics
- DC Comics
- National Comics
- Wonder Boy (comics)
- Doll Man
- Lucky 7 Comics
- Modern Love
- Hit Comics
- The Dreamer, 1985 autobiographie de Will Eisner
- Wonder Comics, Wonderworld Comics
- Jerry Iger's Classic Sheena, 1985
- Jerry Iger's Golden Features

## Créations
- Sheena, Reine de la Jungle, Doll Man, Doll Girl, (cocréateur Will Eisner)
- Kangaroo Man
- Neon the Unknown